# يوسف كبضاي
يوسف كبضاي (بالتركية: Yusuf Kabadayı)‏، (مواليد 02 فبراير 2004) هو لاعب كرة قدم تركي ألماني يلعب في مركز الهجوم لنادي بايرن ميونخ الثاني.